# ناندو گادزولو
ناندو گادزولو (ایتالیایی: Nando Gazzolo؛ ۱۶ اکتبر ۱۹۲۸ – ۱۶ نوامبر ۲۰۱۵) هنرپیشه و صداپیشه اهل ایتالیا بود.
از فیلم‌هایی که وی در آن نقش داشته‌است، می‌توان به نقاب شیطان، شب‌های داغ دون ژوان، دریای جنوب و بازگشت اشاره کرد.